# Volo Vietnam Airlines 815
Con volo Vietnam Airlines 815 si fa riferimento a un incidente aereo occorso alla Vietnam Airlines in Cambogia in occasione del quale morirono 65 vittime e fu soltanto un sopravvissuto. Si trattò del peggior incidente avvenuto sul suolo cambogiano. Il pilota aveva ignorato le istruzioni del copilota e delle procedure di atterraggio, facendo sì che l'aereo precipitasse su un campo di riso.
Il volo Vietnam Airlines VN815, un Tupolev 134, urtò il terreno vicino alla pista mentre tentava di atterrare all'aeroporto di Phnom Penh-Pochentong, in Cambogia, in condizioni meteorologiche avverse. Un bambino dell'età di un anno sopravvisse all'incidente.
Pochi minuti prima dello schianto, una leggera pioggia si trasformò in un forte acquazzone. Tuttavia, il capitano non reagì agli avvertimenti dell'ingegnere di volo e del primo ufficiale che l'aereo stava volando troppo in basso. Al contrario, ordinò all'equipaggio di cercare la pista.
È noto che il primo ufficiale affermò «Non vedo la pista, non vedo la pista, capitano! Torna indietro», prima che l'aereo colpisse una palma. Il capitano avviò dunque un tentativo di interrompere la procedura, ma ciò divenne impossibile quando, dopo essersi scontrato con diverse palme, l'ala sinistra fu danneggiata. L'aereo si schiantò contro le risaie a circa 300 metri dalla pista.